# Bob Dylan
Robert Allen Zimmerman (Duluth, Minnesota 1941), conegut amb el nom artístic de Bob Dylan, és un compositor i cantant estatunidenc, considerat un dels músics més influents i prolífics del segle xx i guardonat el 2016 amb el Premi Nobel de Literatura "per haver creat una nova expressió poètica en la gran tradició nord-americana de la cançó".
Bob Dylan ha aportat a la música rock una dimensió poètica més rica i adulta, emprant metàfores i figures al·legòriques per a descriure el desordre individual i social, a més d'una inventiva melòdica provinent d'estructures tradicionals com el blues, la balada o les cançons de treball. Al llarg de la seva carrera ha experimentat amb tota mena de ritmes i formes harmòniques, cosa que ha enriquit la seva expressió musical i ha influït en molts altres intèrprets i compositors.

## Biografia

### Infància i joventut
Va néixer el 24 de maig del 1941 a la ciutat de Duluth, població situada a l'estat nord-americà de Minnesota. Fill d'una família d'origen jueu, als sis anys aquesta es traslladà a la ciutat de Hibbing, on el seu pare tenia un negoci de material elèctric. La vida de comerciant no era la preferida per en Bob, i l'ambient de la població, l'economia de la qual depenia fortament de la mineria, no prou atractiva per a un adolescent. El descobriment de la música comportà un canvi en la seva mentalitat, i ja als vuit anys aprengué per ell mateix a tocar el piano i per deu dòlars adquirí una guitarra per correu. El descobriment, així mateix, de la música de Hank Williams i dels grups corals afroamericans li permetrà somiar en convertir-se en un heroi del rock and roll, un estil musical creixent gràcies a l'èxit d'Elvis Presley, Carl Perkins o Jerry Lee Lewis.
L'any 1959 finalitzà els estudis secundaris i ingressà a la Universitat de Minnesota, situada a la ciutat de Minneapolis, la capital estatal. Dues de les seves assignatures preferides eren l'aprenentatge del castellà i la història nord-americana. Fou en aquell moment quan començà a escoltar temes de country gràcies a les composicions de Robert Johnson i folk, deixant de banda la seva passió pel rock and roll de Little Richard. Interessat en la poesia, la dècada del 1960 suposarà una inflexió en la seva vida artística i personal: canviant-se el nom pel pseudònim Bob Dylan, probablement inspirat en el poeta Dylan Thomas, i interessant-se pels moviments dels drets dels treballadors i del discurs sobre la pau.

### Inicis professionals

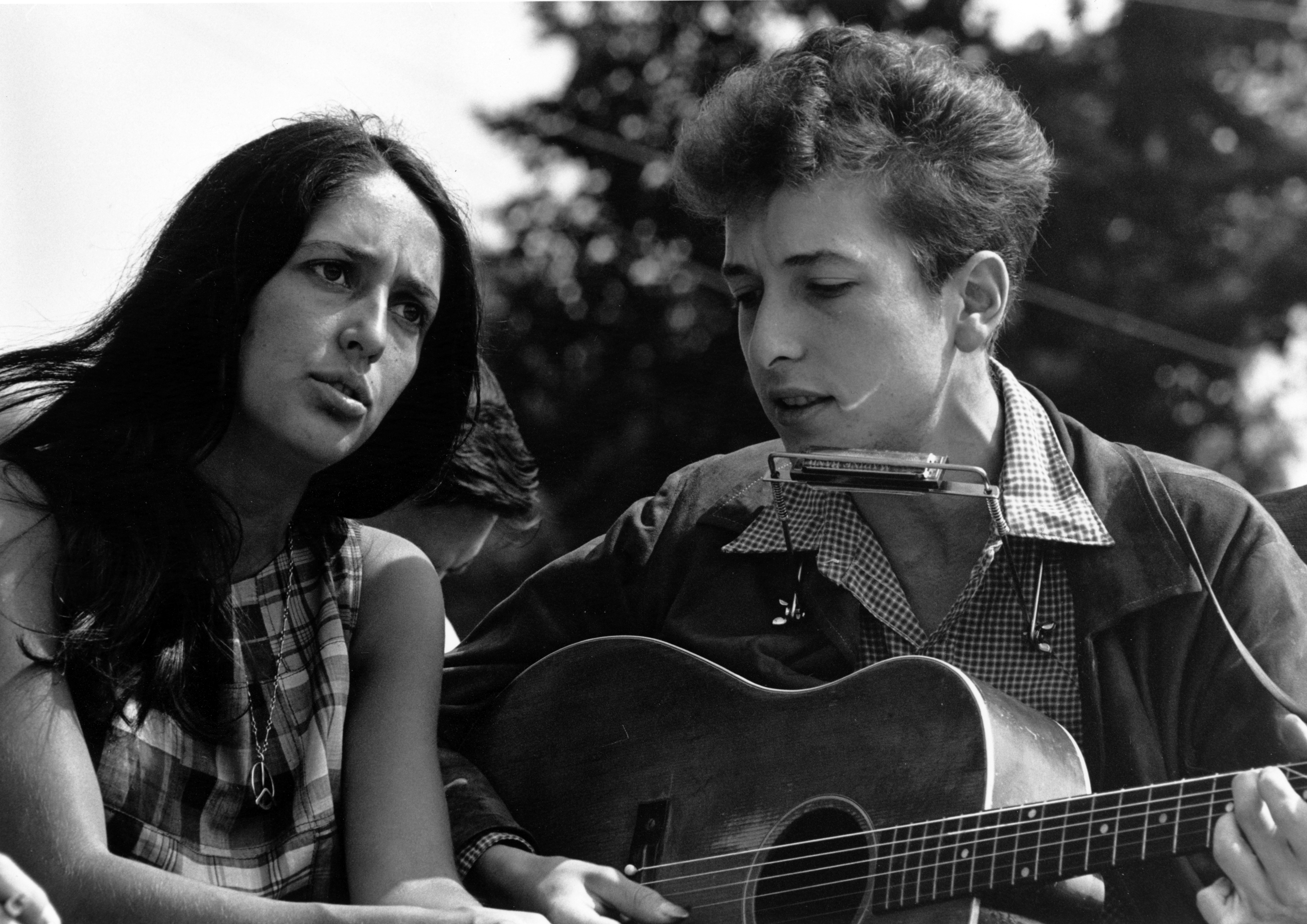
Bob Dylan amb Joan Baez a la Marxa pels Drets Civils de Washington DC l'any 1963

Començà la seva carrera com a solista tocant en locals nocturns, amb l'únic acompanyament de la seva guitarra i la seva harmònica, així com la seva expressiva veu, que arribarà a convertir-se en la seva marca personal. Aquests inicis, però, no sempre són amb fortuna; així fou acomiadat del Ten O'Clock Scholar perquè la seva veu en foragitava els clients. A mitjans de la dècada dels 60 obté el seu primer contracte com a professional en un local de striptease de Central City, població situada a l'estat de Colorado. És en aquest moment quan descobreix la biografia Bound for Glory del cantant Woody Guthrie, que es converteix en el seu mestre i de qui en divulgarà l'obra arreu del país.
Quan Dylan sabé que Guthrie es trobava ingressat en un hospital de Nova York, decidí anar fins a la ciutat per conèixer-lo. L'arribada a aquesta ciutat li permeté a relacionar-se amb els ambients folk que omplien Greenwich Village, i aconseguir actuar davant de John Lee Hooker. A la fi de l'estiu de 1961 arriba a ser bastant conegut en l'ambient musical de Nova York, per la qual cosa sol·liciten la seva col·laboració per a tocar l'harmònica en algunes cançons d'un disc de Harry Belafonte. Podria ser la seva gran ocasió, però abandona els estudis d'enregistrament després de només una hora de treball, perquè no suporta la insistència de Belafonte a repetir les proves constantment.
Fou John Hammond, un dels grans descobridors de talents de la Columbia Broadcasting System (CBS), qui li oferí immediatament un contracte. Publicà el primer disc el febrer de 1962 amb el simple títol de Bob Dylan. L'àlbum presenta material poc homogeni però posa en evidència les potencialitats del cantautor. Només dues cançons estan escrites pel mateix Dylan, Song to Woody i Talkin' New York, però van bastar per a donar-li confiança com a autor i obrir-li la porta d'una de les seves més prolífiques etapes creatives. En aquell primer període l'acompanyà Suzie Rotolo, que havia conegut en arribar a la ciutat i que, com a activista política, lluità contra la segregació racial i l'ús de la bomba atòmica.
Dylan començà a treballar en noves cançons l'abril de 1962 i en el transcurs d'alguns mesos compon temes com Blowin' in the Wind (Escolta-ho en el vent), Masters of War (Senyors de la guerra), Talkin' World War III Blues i Oxford Town, que esdevenen himnes del moviment pacifista. El maig de 1963 es publica The Freewheelin' Bob Dylan, el seu segon i molt esperat àlbum. Dos mesos després de la publicació, Dylan apareix al Festival Folk de Newport, on és saludat com el profeta de la revolució juvenil, i hi canta Blowin' in the Wind davant de 46.000 persones, acompanyat a l'escenari per Joan Baez i Pete Seeger.
Alhora que l'èxit, arriben els problemes. En primer lloc, amb Suzie Rotolo: la seva relació segueix endavant entre dramàtiques ruptures i breus reconciliacions, en un clima molt tibant en el qual Dylan no amaga la seva gelosia. Les noves cançons neixen en un clima d'inseguretat, de vegades cavalcant en l'ona de la batalla política (Only a Pawn in Their Game), altres vegades recollint-se en l'intimisme (Girl from the North Country, La noia del país del nord). Però l'àlbum The Times They Are A-Changin' (1964) arribarà a ser famós sobretot per la cançó que li dona títol (Els temps estan canviant). L'èxit de Dylan ja és gran en els Estats Units i la seva popularitat s'estén també per Europa.
Entre 1962 i 1964, Joan Baez va ser el rostre popular de la música folk, es va convertir en l'estrella de festivals i gires i va cantar en actes polítics, entre els quals s'inclouen la Marxa sobre Washington de 1963 pels drets civils. Durant aquest període, va començar a estudiar el treball del llavors desconegut Bob Dylan i, a poc a poc, el seu repertori es va desplaçar del material tradicional al de tipus socialment compromès, d'acord amb l'emergent generació d'artistes dels anys seixanta. El 23 de novembre de 1962, Baez va aparèixer a la portada de Time Magazine, un honor estrany llavors per a músics. Va viure amb Bob Dylan entre 1963 i 1965, i junts es van guanyar el títol del «rei i la reina de la cançó protesta».
Durant la primavera de 1965 es trasllada a Anglaterra per a fer-hi alguns concerts, moment en el qual coneix els Beatles i Eric Burdon, membre de The Animals, intèrpret d'una versió molt personal de House of the Risin' Sun (La casa del sol naixent). John Lennon manifestarà la influència de Dylan en cançons com Norwegian Wood, You've Got to Hide Your Love Away o Help, amb lletres més sinceres i pensades, mentre que Bob Dylan no dubta a experimentar sons nous i més lúdics. El viatge per l'Anglaterra d'aquells anys i la trobada amb els seus músics estimulen encara més a en Dylan, qui es deixa suggestionar per la sonoritat de les guitarres elèctriques, i abandona el folk.
Highway 61 Revisited (1965), produït per Bob Johnston, amb la col·laboració d'Al Kooper i Mike Bloomfield, és considerat avui dia un dels millors treballs de Dylan: la corprenedora Like a Rolling Stone (que figura en la primera posició de la llista de les millors cançons de tots els temps confeccionada per la revista musical Rolling Stone), la trista Desolation Row, la nerviosa Highway 61 Revisited i la insinuant Ballad of a Thin Man es convertiran en nous himnes de l'autor. Aquest és el repertori que Dylan duu al Festival Folk de Newport l'any 1965, acompanyat per la Paul Butterfield Band. El grup The Hawks el secundarà en la gira posterior, grup que posteriorment s'anomenarà The Band i que acompanyarà durant molts anys Dylan.
El seu nou àlbum Blonde on Blonde (1966), que es publica en format doble per a poder contenir tot el material elaborat a Nashville, és un disc més tranquil que l'anterior i amb un major valor poètic en les lletres. Aquest inclou l'alegre I Want You, la nua i tendra Just Like a Woman, la devastadora Stuck Inside of Mobile with the Memphis Blues Again, l'enigmàtica Visions of Johanna i la gran obra mestra del disc, Sad Eyed Lady of the Lowlands, que està dedicada a la model Sarah Lowndes, amb la qual s'havia casat al novembre de 1965. Aquest disc és considerat pels grans experts musicals com un dels millors discos de música pop-rock de tota la història.

### Accident de moto
Un parell de mesos després d'haver-se publicat el disc Blonde on Blonde, amb tot just 25 anys però convertit en un ídol multitudinari als Estats Units i el Regne Unit, sofrí un misteriós accident automobilístic amb la seva motocicleta Triumph 500 a les proximitats de Woodstock, accident que l'aparta de la vida pública. El període de reclusió s'eternitza: Dylan es torna un home casolà al costat de la seva dona i els seus 4 fills, i gravant cançons amb els seus companys de The Band. Uns enregistraments que no veieren la llum fins a l'any 1975, en el qual decidí publicar-los oficialment amb el títol de The Basement Tapes.
L'any 1967 aparegué al mercat un nou disc de Dylan John Wesley Harding; un any abans, el 1966, escriu el text del llibre Tarantula. El gener de 1968 es presenta, acompanyat de The Band, davant el públic al Carnegie Hall de Nova York, en un homenatge a Woody Guthrie, mort a l'octubre de l'any anterior. Aquell homenatge feu néixer en Dylan la idea de gravar un àlbum de caràcter obertament country, el resultat definitiu del qual és Nashville Skyline, publicat a l'abril de 1969 i que conté cançons com Lay Lady Lay, Country Pie i una versió de Girl from the North Country cantada a duo amb Johnny Cash.
Posteriorment, participà en el Festival de l'Illa de Wight completament vestit de blanc, comportant-s'hi com una estrella pomposa i empolainada, fins al punt que els hippies li erigeixen una polèmica creu de pedra per enterrar el mite decadent. El mite s'aviva el 1971 quan Dylan participa en el concert benèfic per a Bangladesh al Madison Square Garden de Nova York, organitzat per George Harrison, i canta Mr. Tambourine Man, Blowin' in the Wind i A Hard Rain's A-Gonna Fall (Una gran pluja molt aviat caurà).
A continuació, inicià un període de reflexió en el qual demanà al director de cinema Sam Peckinpah un paper en la pel·lícula Pat Garret i Billy el Nen. La seva participació com a actor es limita a un paper insignificant en el rol d'un misteriós personatge de nom Alias, però és la banda sonora de la pel·lícula, composta pel mateix Dylan, la que arriba a ser memorable i on inclou Knocking on Heaven's Door, una cançó que es convertirà en una de les més reconegudes del seu repertori. La publicació l'any 1974 de l'àlbum d'estudi Planet Waves li permet col·locar-se en el número 1 de les llistes d'èxits, gràcies especialment a la cançó Forever Young. Immediatament després inicià la seva primera gran gira després de vuit anys d'absència dels escenaris, en aquest cas acompanyat per The Band, una gira que es converteix en un èxit i que omple les sales i els estadis on tenen lloc els concerts. Com a testimoni d'aquell històric esdeveniment s'edità el mateix 1974 el doble àlbum en directe Before The Flood, en el qual apareix un Dylan enèrgic recolzat pel seu potent grup.
Aquest període es conclou amb el meditatiu Blood on the Tracks, que conté moltes cançons inspirades en la crisi del seu matrimoni, especialment Tangled Up in Blue, Simple Twist of Fate, Idiot Wind i Shelter from the Storm. Aclamat per la crítica musical, l'any 1975 publica Desire, en la qual apareix Hurricane, una cançó en defensa del boxador Huracà Carter, acusat d'homicidi. Aquestes noves cançons van constituir la base de la gran gira americana denominada Rolling Thunder Revue, per a la qual reuneix vells amics com Roger McGuinn, Joan Baez, Mick Ronson, Scarlet Rivera i Joni Mitchell. El propòsit de Dylan no se centra només en l'espectacle sobre l'escenari sinó també en el que succeeix entre bastidors: així, amb càmeres de televisió i micròfons ho grava tot, entrellaçant vida real i ficció, per a produir la pel·lícula Renaldo i Clara, un documental de quatre hores de durada. De la Rolling Thunder Revue ha quedat document discogràfic oficial en els àlbums Hard Rain i The Bootleg Series, Vol. 5. Live 1975. The Rolling Thunder Revue.
L'any 1978 fou el convidat d'honor a The Last Waltz (L'últim vals), la pel·lícula-concert dirigida per Martin Scorsese, organitzada per a celebrar el retir de l'escena dels seus amics de The Band. El concert es porta a terme en el mític Winterland de San Francisco i Dylan canta cançons del seu propi repertori al costat de The Band, Neil Young, Dr. John, Neil Diamond, Eric Clapton, Ringo Starr, Ron Wood, Paul Butterfield, Ronnie Hawkins, Joni Mitchell i Van Morrison.

### Crisi religiosa
L'any 1978 pateix una crisi religiosa, el jueu de naixença troba nous motius de fe en el cristianisme. Aquest canvi va acompanyat d'una sèrie de discos intensos, de difícil comprensió immediata.
Quan finalitza completament la temporada de grans concerts publica un nou àlbum doble gravat al Japó, Live at Budokan (1978). Els empresaris japonesos ofereixen a Dylan un xec en blanc per realitzar una gira pel seu país, una cosa insòlita fins en aquells moments en la història de la música. Tres anys de treball intens en estudis produeixen 3 discs que formen l'esquelet de l'obra de Dylan durant la dècada del 1980: Slow Train Coming (1979), Saved (1980) i Shot of love (1981), discos amb cadències de música gospel. En el primer aconsegueix la col·laboració de Mark Knopfler, líder dels Dire Straits. Saved està entre els treballs més dramàtics i tensos de Dylan i descobreix una cara completament desconeguda del cantant, i Shot of Love retorna el cantautor a terrenys més coneguts i compta, a més, amb la participació especial de Ron Wood i Ringo Starr en el tema Heart of Mine.
Posteriorment, Dylan torna a una visió més laica de la cançó i inicia un camí de gran activitat amb l'àlbum Infidels, que conté la bellíssima Jokerman. El 1984 publica el seu disc Real Live, amb nous arranjaments de vells èxits, com Highway 61 revisited.
El compromís social del món de la música anglosaxona troba la seva màxima expressió l'any 1985 amb la cançó We are the World, cançó escrita per Michael Jackson i Lionel Richie, en l'enregistrament de la qual participa Dylan. Alguns mesos després pren part en el comitè promotor de Farm Aid, la manifestació musical organitzada per a recaptar fons per a les comunitats rurals dels Estats Units. El 13 de juliol de 1985 participa en el Festival pro-Etiòpia Live Aid. Acompanyat a les guitarres per Keith Richards i Ron Wood, ambdós membres dels Rolling Stones, Dylan canta al J.F. Kennedy Stadium de Filadèlfia Blowin' in the Wind. També l'any 1985 torna als estudis per gravar l'àlbum Empire Burlesque i realitza, a més, un videoclip al Japó per a la cançó Tight Connection to My Heart, sota la direcció de Paul Shrader.
Per a celebrar els seus 25 anys d'activitat discogràfica, la CBS publica l'àlbum quíntuple Biograph, que inclou cançons que donen una visió general del cantautor, ja que, al costat d'alguns grans èxits, s'hi presenten versions inèdites, preses alternatives o s'hi recuperen cançons que freqüentment han passat desapercebudes. La seva següent producció ve recollida sota el títol de Knocked Out Loaded l'any 1986 i conté temes escrits en col·laboració amb l'actor i escriptor Sam Shepard i amb Tom Petty, amb el qual Dylan fa una gira per Austràlia i els Estats Units. Amb el mateix Petty i la seva banda, The Heartbreakers, Dylan canta Band of the Hand per a la pel·lícula d'idèntic títol, dirigida per Paul Michael Glaser.
A la primavera de 1988, publica un nou àlbum, Down in the Groove, en el qual intervenen les veteranes estrelles del punk Steve Jones, dels Sex Pistols, i Paul Simonon, de The Clash, i músics tan il·lustres com Jerry Garcia i Bob Weir, de Grateful Dead, Eric Clapton, Mark Knopfler, Ron Wood, Steve Jordan i les estrelles del reggae Robbie Shakespeare i Sly Dunbar, entre d'altres.
El seu següent projecte consisteix en la creació d'un grup que, sota el nom de Traveling Wilburys, reuneix als germans Lucke, Nelson, Otis, Lefty i Charlie T. Junior, que no són altres que el mateix Bob Dylan, George Harrison, Roy Orbison, Tom Petty i Jeff Lynne, antic líder de la Electric Light Orchestra (ELO). Amb ells publicarà dos àlbums, curiosament titulats Volume 1 i Volume 3. La gran majoria de les cançons d'aquests dos àlbums estan compostes per Dylan.

### Actualitat

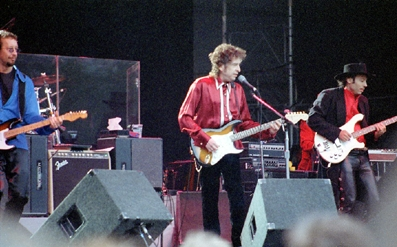
L'any 1996 en una actuació a Estocolm (Suècia)

Durant la dècada del 1980 i del 1990, Dylan ha publicat una sèrie d'àlbums considerats entre els pitjors de la seva discografia. Molts van creure que començava a declinar com a compositor i lletrista però la publicació de Times Out of Mind l'any 1997 i Love and Theft el 2001 l'han tornat a impulsar al capdamunt de la llista d'èxits.
Des de 1989 ha anat fent una gran quantitat de concerts cada any, en el que alguns anomenen Never Ending Tour (Gira sense fi), acompanyat per una banda que no ha tingut gaires variacions amb un repertori que solia variar molt entre concerts, tot i que des de 2014 manté un repertori amb poques variacions. Després d'haver-hi actuat el 1984, en aquest període ha actuat nou vegades a Barcelona (1989, 1993, 1995, 1999, 2004, 2010, 2015 i dues el 2018), una vegada a Escalarre (1998), dues als Jardins de Cap Roig (2006 i 2012), tres a València (1995, 1999 i 2006), una a Perpinyà (2006) i una a Encamp (2008).
L'any 2000 aconseguí el Premi Oscar a la millor cançó original per la seva cançó Things Have Changed inclosa a la pel·lícula de Curtis Hanson Wonder Boys (Joves prodigiosos). Continuant en el món del cinema l'any 2003 fou el guionista i compositor del llargmetratge Masked and Anonymous, en el qual s'inclouen versions d'alguns dels seus temes clàssics i cançons noves, a més de versions tradicionals gravades per ell per a l'ocasió.
L'agost de 2006 va publicar l'àlbum Modern Times, que va aconseguir esdevenir número 1 a les llistes dels Estats Units, fet que es va repetir el 2009 amb Together Through Life, que, a més va aconseguir número 1 al Regne Unit, tot i no rebre tan bones crítiques. Amb aquests dos discos Dylan es convertia en el cantant solista més veterà que aconseguia ser número 1 als Estats Units després de 49 anys de carrera musical.
El juny de 2007 va ser guardonat amb el Premi Príncep d'Astúries de les Arts, guardó que es va lliurar a Oviedo el mes d'octubre.
El 2012 publicava Tempest, un disc que si bé només aconseguia arribar al número 3 a les llistes del Regne Unit i els Estats Units, va ser novament aclamat per la crítica.
El 16 de novembre del 2013 va rebre la insígnia de Cavaller de la Legió d'Honor francesa.
En els darrers anys ha publicat tres àlbums on versiona cançons antigues, la majoria d'elles en el repertori de Frank Sinatra: Shadows in the Night (amb el qual va aconseguir de nou un número 1 al Regne Unit), Fallen Angels i Triplicate.
El 2016 se li va concedir el Premi Nobel de Literatura per la seva contribució "creant noves expressions poètiques dins la gran tradició de la cançó americana".

## Discografia oficial

### Àlbums en solitari
1. Bob Dylan. 19 de març de 1962.
2. The Freewheelin' Bob Dylan. 27 de maig de 1963.
3. The Times They Are A-Changin'. 10 de febrer de 1964.
4. Another Side of Bob Dylan. 1 de maig de 1964.
5. Bringing It All Back Home. 22 de març de 1965.
6. Highway 61 Revisited. 30 d'agost de 1965.
7. Blonde on Blonde. 16 de maig de 1966.
8. John Wesley Harding. 27 de desembre de 1967.
9. Nashville Skyline. 9 d'abril de 1969.
10. Self Portrait. 8 de juny de 1970.
11. New Morning. 21 d'octubre de 1970.
12. Pat Garrett i Billy el Nen. 13 de juliol de 1973 - banda sonora de la pel·lícula de Sam Peckinpah.
13. Dylan. 16 de novembre de 1973.
14. Planet Waves. 17 de gener de 1974.
15. Before The Flood. 20 de juny de 1974 amb The Band (directe).
16. Blood on the Tracks. 20 de gener de 1975.
17. The Basement Tapes. 1 de juliol de 1975 amb The Band.
18. Desire. 5 de gener de 1976.
19. Hard Rain. 1 de setembre de 1976 (directe).
20. Street Legal. 15 de juny de 1978.
21. Masterpieces. 1978.
22. At Budokan. 23 d'abril de 1979 (directe).
23. Slow Train Coming. 20 d'agost de 1979.
24. Saved. 19 de juny de 1980.
25. Shot of Love. 12 d'agost de 1981.
26. Infidels. 27 d'octubre de 1983.
27. Real Live. 29 de novembre de 1984 (directe).
28. Empire Burlesque. 30 de maig de 1985.
29. Knocked Out Loaded. 14 de juliol de 1986.
30. Dylan and The Dead. 18 de gener de 1988 amb els Grateful Dead (directe).
31. Down in the Groove. 19 de maig de 1988.
32. Oh Mercy. 12 de setembre de 1989.
33. Under The Red Sky. 11 de setembre de 1990.
34. The Bootleg Series, Vol. 1-3. 29 de març de 1991 (recopilació de rareses).
35. Good as I Been to You. 3 de novembre de 1992.
36. World Gone Wrong. 26 d'octubre de 1993.
37. MTV Unplugged. 2 de maig de 1995 (directe).
38. Times Out of Mind. 30 de setembre de 1997.
39. The Bootleg Series, Vol. 4: Live 1966. The ''Royal Albert Hall'' Concert. 13 d'octubre de 1998 (directe).
40. Love and Theft. 11 de setembre de 2001.
41. The Bootleg Series, Vol. 5. Live 1975. The Rolling Thunder Revue. 2002 (directe).
42. The Bootleg Series, Vol. 6. Live 1964. Concert at Philharmonic Hall. 2004 (directe).
43. The Bootleg Series, Vol. 7. No Direction Home. The Soundtrack. 2005. Banda sonora de la pel·lícula de Martin Scorsese.
44. Live at Carnegie Hall 1963. 2005 (directe).
45. Live at Gaslight 1962. 2005 (directe).
46. Modern Times. Agost 2006.
47. The Bootleg Series, Vol. 8. Tell Tale Signs. 2008
48. Together Through Life. 2009.
49. Christmas in the Heart. 2009.
50. The Bootleg Series, Vol. 9. The Witmark Demos: 1962-1964. 2010.
51. Tempest. 2012.
52. The Bootleg Series, Vol. 10. Another Self Portrait (1969-1971). 2013.
53. The Bootleg Series, Vol. 11. The Basement Tapes Complete. 2014.
54. Shadows in the Night. 2015.
55. The Bootleg Series, Vol. 12. The Cutting Edge 1965-1966. 2015.
56. Fallen Angels. 2016.
57. The 1966 Live Recordings. 2016 (directe).
58. Triplicate. 2017.
59. Rough and Rowdy Ways. 2020.[4]
60. Shadow Kingdom. 2023.

### Recopilacions
1. Bob Dylan's Greatest Hits. 27 de març de 1967 - inclou un tema que fins al moment no havia aparegut en cap elapé: Positively 4th Street.
2. Bob Dylan's Greatest Hits. Vol. 2. 12 de novembre de 1971 - inclou temes que no havien aparegut en cap elapé: Watching the River Flow, Tomorrow Is a Long Time, The Mighty Quinn (Quinn, the Eskimo), I Shall Be Released, Down in the Flood i You Ain't Goin' Nowhere.
3. Biograph. 7 de novembre de 1985 - inclou un gran nombre de temes inèdits fins al moment.
4. Bob Dylan's Greatest Hits. Vol. 3. 15 de novembre de 1994 - inclou un tema inèdit: Dignity.
5. The Best of Bob Dylan. 1997 - inclou una versió inèdita del tema Shelter from the Storm.
6. The Best of Bob Dylan Vol. 2. 2000 - inclou dues versions inèdites (Highlands i Blowin' in the Wind) i el tema Things Have Changed de la banda sonora de la pel·lícula Wonder Boys.
7. The Essential Bob Dylan. 31 d'octubre de 2000.
8. Blues. 8 d'agost de 2006.

### AmbTraveling Wilburys
1. Vol. 1, 1988
2. Vol. 3, 1990

## Llibres publicats

### Publicats per Bob Dylan
- Dylan, Bob. Tarantula.  Macmillan, 1971. ISBN 0261633376. Taràntula, Malpaso Ediciones, 2017, Traducció al català de Toni Cardona, ISBN 978-84-16665-90-7
- Dylan, Bob. Writings and Drawings by Bob Dylan.  Jonathan Cape, 1973. ISBN 0-224-00867-6.
- Dylan, Bob. Lyrics: 1962–1985.  Knopf, 1985. ISBN 978-0394542782.
- Dylan, Bob. Chronicles: Volume One.  Simon & Schuster, 2004. ISBN 0-7432-2815-4. Cròniques I. Memòries, Malpaso Ediciones, 2017, Traducció de Toni Cardona, ISBN 978-84-16665-70-9
- Dylan, Bob. Lyrics: 1962–2001.  Simon & Schuster, 2004. ISBN 0-7432-3944X.
- Dylan, Bob. Lyrics: Since 1962.  Simon & Schuster, 2014. ISBN 978-1476797700. Edited by Christopher Ricks, Lisa Nemrow, Julie Nemrow.[5]

### Llibres d'artista
- Dylan, Bob. Drawn Blank.  Random House, 1994. ISBN 978-0679417880.
- Dylan, Bob. The Drawn Blank Series.  Prestel, 2008. ISBN 978-3791339436.
- Dylan, Bob. The Brazil Series.  Prestel, 2010. ISBN 978-3791350981.
- Dylan, Bob. The Asia Series.  Gagosian Gallery, 2011. ISBN 978-1935263470.
- Dylan, Bob. Revisionist Art: Thirty Works by Bob Dylan.  Abrams, 2013. ISBN 978-1419709791.
- Dylan, Bob. Bob Dylan: Face Value.  National Portrait Gallery, 2014. ISBN 978-1855144804.

### Llibres d'entrevistes
- Younger Than That Now: The Collected Interviews with Bob Dylan.  Thunder's Mouth Press, 2004. ISBN 1-56025-590-0.
- Cott, Jonathan (ed.). Dylan on Dylan: The Essential Interviews.  Hodder & Stoughton, 2006. ISBN 0-340-92312-1.

## Premis musicals

### Premis Grammy
Durant el transcurs de la seva carrera ha rebut 11 Premis Grammy.
- 1972 - Àlbum de l'any per The Concert For Bangladesh (juntament amb Billy Preston, Eric Clapton, George Harrison, Klaus Voormann, Leon Russell, Ravi Shankar i Ringo Starr).
- 1979 - Millor interpretació masculina de rock per Gotta Serve Somebody.
- 1989 - Millor interpretació rock per a un duo o grup vocal per Traveling Wilburys Volume One (juntament amb George Harrison, Jeff Lynne, Roy Orbison i Tom Petty).
- 1994 - Millor Àlbum Tradicional de Folk per World Gone Wrong.
- 1997 - Àlbum de l'any per Time Out Of Mind.
- 1997 - Millor Àlbum Contemporani de Folk per Time Out Of Mind.
- 1997 - Millor interpretació masculina de rock per Cold Irons Bound.
- 2001 - Millor Àlbum Contemporani de Folk per Love And Theft.
- 2006 - Millor Àlbum Contemporani/Americà de Folk per Modern Times.
- 2006 - Millor interpretació de rock per Someday Baby.
- 2006 - Millor videoclip de llarg format per No Direction Home (juntament amb Martin Scorsese).

Nominacions
- 2010: Grammy al millor àlbum d'americana

### Oscars
| Any  | Categoria             | Pel·lícula                                         | Resultat  |
| ---- | --------------------- | -------------------------------------------------- | --------- |
| 2000 | Millor cançó original | Joves prodigiosos per la cançó Things Have Changed | Guardonat |